# Koukoulion

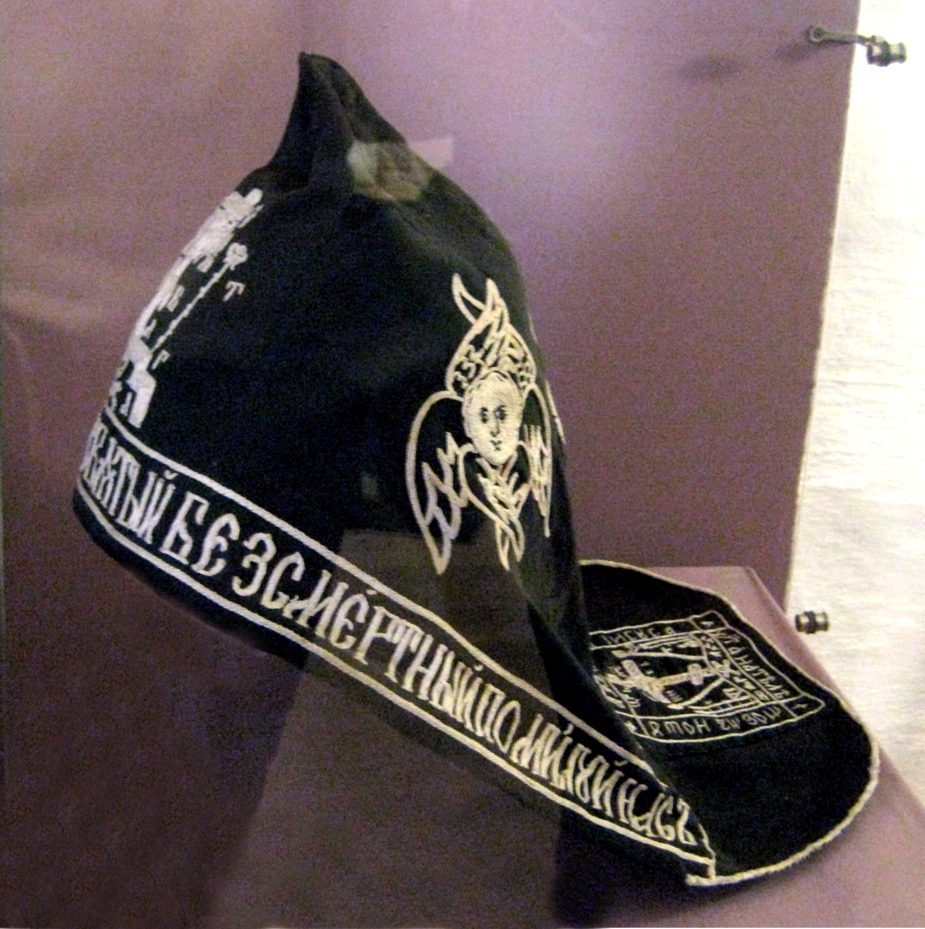
Koukoulion (koukol en slavon) du XIXe siècle au musée du monastère Saint-Cyrille du Lac Blanc.

Le koukoulion (κουκόυλλιον, mot grec issu de κυκλάς : « circulaire », en latin cuculla : « enveloppant ») est un couvre-chef de l'Église orthodoxe porté par les moines comme symbole de spiritualité et de charité. C'est un voile qui recouvre le « chamilauque » ou kamilavkion et les épaules des prêtres, formant ainsi ce que les Russes appellent le « klobouk », pouvant être brodé d'ailes de séraphins, de mandorles, de croix et du texte du trisagion (invocation du « père », du « fils » et du « saint-esprit ») en blanc ou argenté.

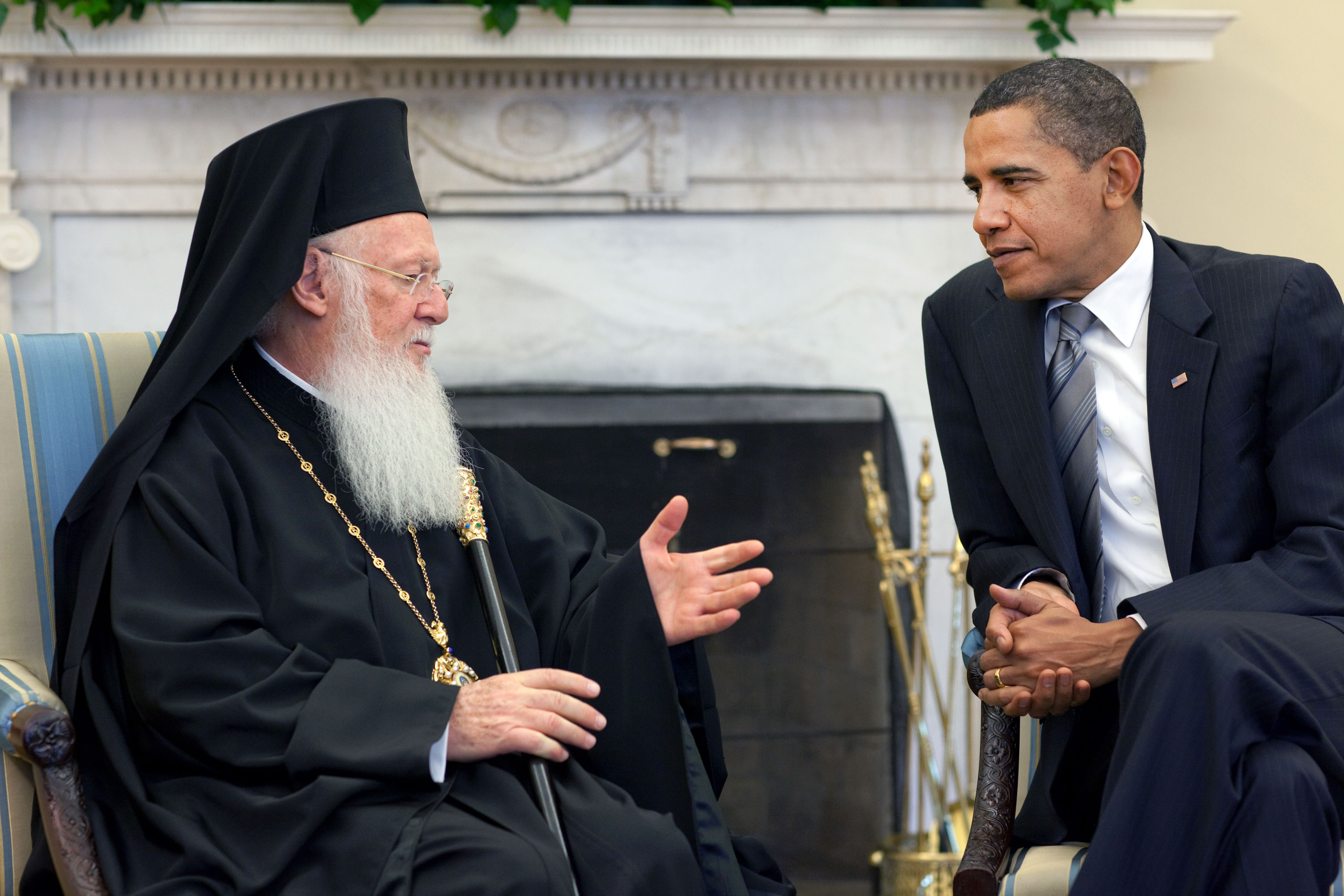
« Kamilavkion » et « koukoulion » du Patriarche de Constantinople, Bartholomée Dimítrios Arkhontónis (ici avec Barak Obama).

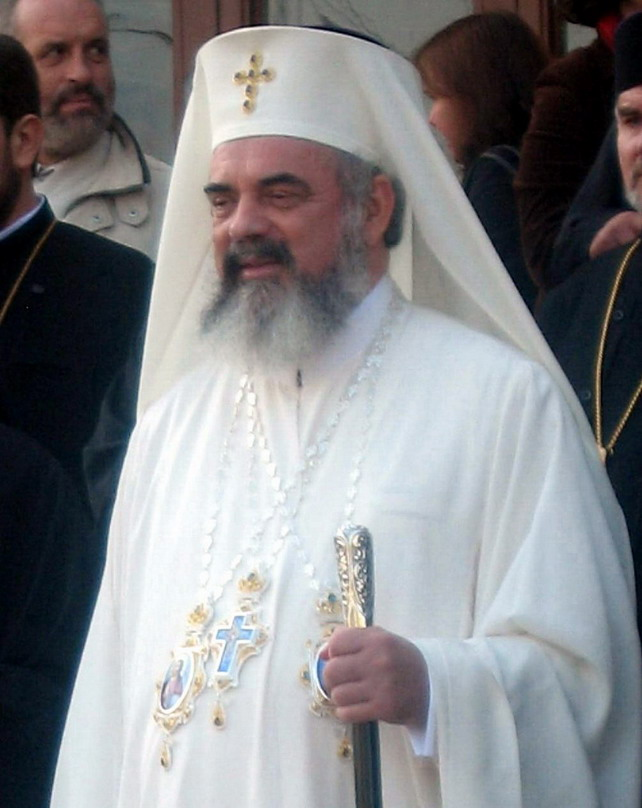
« Chamilauque » (camilafcă) et « coule » (culion) du patriarche roumain, Daniel Ciobotea.

## Russie

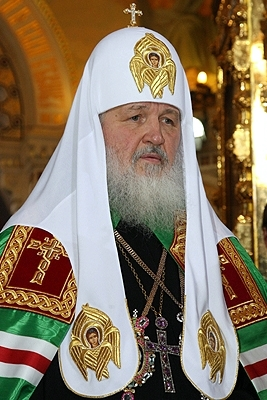
« Klobouk » de l'actuel patriarche de Moscou et de toutes les Russies, Cyrille de Moscou.

### Moines
Le koukoulion, куколь - koukol en russe, est porté en Russie, après les réformes du XVIIe siècle de Nikon, par les moines du Grand-Schème et a la forme d'un bonnet noir pointu en forme de capuchon. Il est porté avec deux grandes bandes de tissu noir, l'une recouvrant la poitrine, l'autre le dos sur le manteau.

### Patriarches de Moscou
Les patriarches de Moscou et de toutes les Russies portent une forme spéciale de « coule » (koukol en russe) de couleur blanche remontant à l'époque byzantine. Il est à bout rond surmonté d'une croix avec les ailes de séraphins brodées au-dessus du front et deux bandes de tissu blanc de chaque côté des épaules avec les mêmes broderies. Le voile blanc cache le dos. Cette coiffure remplace le « klobouk » des autres patriarches, métropolites, ou simples moines. Le patriarche de l'Église orthodoxe géorgienne porte aussi un koukoulion identique à celui du patriarche de Moscou.

## Source
- Dieter Philippi, Kopfbedeckungen in Glaube, Religion und Spiritualität, éd. Benno, Leipzig 2009,  (ISBN 978-3-7462-2800-6).
- Vladislav Zavalnyouk (dir.), Энцыклапедычны слоўнік рэлігійнай лексікі беларускай мовы (« Dictionnaire encyclopédique du vocabulaire religieux »), éd. Grevtzov, Minsk 2013,  (ISBN 978-985-6954-73-6).

- (ru) Cet article est partiellement ou en totalité issu de l’article de Wikipédia en russe intitulé « Куколь (облачение) » (voir la liste des auteurs).